# Edmond Marie Félix de Boislecomte
Le vicomte Edmond Marie Félix de Boislecomte, né le 28 avril 1849 à Arras et mort le 18 février 1922 à Paris, est un peintre de genre et de scènes historiques et biographe français.

## Biographie
Licencié en droit en 1871 à Paris, il étudie à l’académie Julian dans l'atelier de Jean-Paul Laurens et d’Arsène-Hippolyte Rivey (1838-1903).
Il était marié à Marguerite de Marbot.
Il a exposé, à partir de 1879, les scènes d'histoires et orientales qu’il a exécutées, au Salon. Ses œuvres sont conservées aux musées des Beaux-arts de Pau, Rouen, Lille, et Limoges et au musée d'Art et d'Archéologie de Senlis,.

## Œuvres
- Le Lutrin d'Aulnay-les-Bondy, huile sur toile, 1887, musée d'Art et d'Archéologie de Senlis.
- Bernard Palissy brûlant son mobilier, musée des Beaux-arts de Limoges.
- Palier des exécutions à l'Alhambra de Grenade, 4e quart du XIXe siècle, musée des Beaux-arts de Pau.
- Sérénade, 4e quart du XIXe siècle, musée des Beaux-arts de Rouen.
- Diogène, 4e quart du XIXe siècle, musée des Beaux-arts de Lille.
- D'Elbée protégeant les prisonniers républicains après la bataille de Chemillé.
- Massena à Gênes.
- Le Passage du Grand-Saint-Bernard, le 20 mai 1800 (titre de l'inventaire).
- Oudinot à Pletchenitzy, 2 décembre 1812 (titre de l'inventaire), musée de Bar-le-Duc.